# Marijan Bradvić
Marijan Bradvić (Jastrebarsko, 8. prosinca 1948. – Zagreb, 23. veljače 2019.), bio je hrvatski nogometaš, igrao je u Jugoslaviji i Sjevernoj Americi.

## Igračka karijera
Karijeru počinje 1964. godine, a 1968. potpisuje za Dinamo Zagreb,   Arhivirana inačica izvorne stranice od 1. veljače 2020. (Wayback Machine)
Igrao je i za klubove HNK Rijeka, NK Jedinstvo Bihać.
U Sjevernoj Americi je igrao za Toronto Croatia (Toronto Metros-Croatia) od 1971., pa do povratka u Jugoslaviju 1975.

### Jugoslavija
Igrao je za Jugoslaviju protiv Njemačke, 1978. godine.

## Zanimljivosti
Igrao Je u sjevernoj americi, Klubu nazvan, Buffalo Stallions.

## [1]Izvori
1. ↑  Marijan Bradvić - Povijest Dinama. Inačica izvorne stranice arhivirana 1. veljače 2020. Pristupljeno 1. veljače 2020. journal zahtijeva |journal= (pomoć)

1. ↑  Preminuo Marijan Bradvić. Pristupljeno 1. veljače 2020. journal zahtijeva |journal= (pomoć)